# Lev Tolstoj (località)
Lev Tolstòj (in russo Лев Толсто́й?), già Astàpovo (in russo Аста́пово?), è un paese situato nella parte nord dell'Oblast' di Lipeck, nella Russia europea, capoluogo del Lev-Tolstovskij rajon.

## Storia
La fama di Astapovo è legata al fatto che, nel 1910, Lev Tolstoj vi morì nella stazione ferroviaria, difatti la località è stata poi ribattezzata, nel 1918, col nome stesso dello scrittore, ed ospita tuttora un museo commemorativo.
La stazione di Astapovo è anche quella a cui fa riferimento il film The Last Station.